# Hartford Times Building
El Hartford Times Building es un edificio histórico de Bellas Artes en el centro de Hartford (Estados Unidos). Fue construido como la sede del ahora desaparecido Hartford Times. El periódico encargó al arquitecto Donn Barber, que había diseñado la cercana Travelers Tower y la Biblioteca Estatal de Connecticut y Edificio de la Corte Suprema, que construyera una nueva estructura para albergar su oficina y planta de periódicos. En ese momento, el periódico estaba en el apogeo de su influencia con la mayor circulación en el estado en 1917.

## Arquitectura

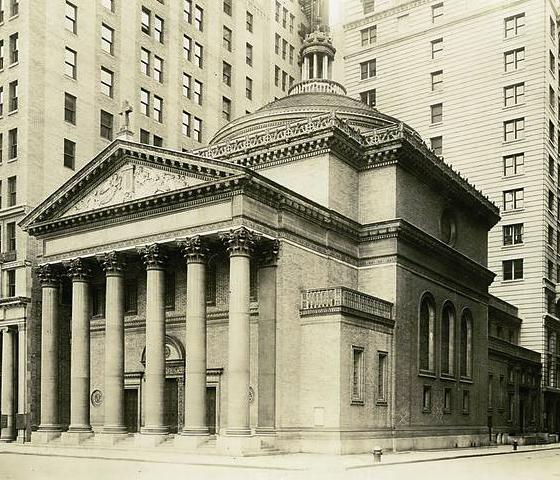
La Iglesia Presbiteriana de Madison Square, cuyos pilares, cornisas, pilastras y ventanas fueron rescatados para su uso en el edificio Hartford Times.

El edificio está ubicado en una plataforma frente a Burr Mall. Originalmente, el centro comercial de enfrente era una calle, Atheneum Square South, con la intención de que el edificio se viera desde esa dirección con la vista flanqueada por el Edificio Municipal Beaux-Arts y el Morgan Memorial además del Wadsworth Atheneum. La plataforma permite que la línea del techo coincida con la de los edificios que lo flanquean y la inspiración para un final con columnas para una vista urbana se extrajo de famosos ejemplos parisinos como La Madeleine, el Panthéon y el Palais Bourbon. La vista del edificio actualmente está bloqueada por árboles en el extremo este del centro comercial.

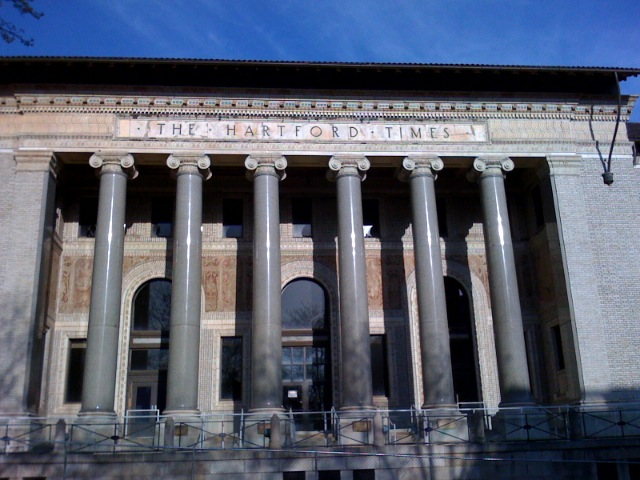
El pórtico que muestra los pilares rescatados de la Iglesia Presbiteriana de Madison Square

Al planificar esta estructura, Donn Barber, el arquitecto, estaba al tanto de la inminente demolición de la Iglesia Presbiteriana de Madison Square en Manhattan. Esa iglesia, construida solo doce años antes y aclamada como una de las mejores obras de Stanford White, estaba siendo desplazada por una expansión de Metropolitan Life Insurance Company. Barber rescató no solo las seis columnas de granito verde, sino también las pilastras, colocándolas al ras de las columnas para transformar el motivo del pórtico de la iglesia de cinco tramos en un motivo de columnata de siete tramos. Resultó necesario reemplazar los capiteles corintios originales por jónicos y agregar un zócalo a cada base de columna para proporcionar la altura deseada para el número de pisos del nuevo edificio. Los escalones, las plataformas y los cursos de base originales se encajan como en la iglesia original y las cornisas de terracota se adaptaron cuidadosamente. Las ventanas de cabeza circular de la fachada de la calle 24 de la iglesia sirven como puertas del edificio Times. Las aberturas en la arcada del Times Building también son ventanas o puertas reutilizadas del pórtico y la fachada sur de la Iglesia.
La arcada del edificio está decorada con murales originales del artista de Connecticut Ralph Milne Calder, tío de Alexander Calder, cuya escultura Stegosaurus ahora se encuentra en el centro comercial de enfrente. Los murales de Sgraffito son de estilo renacentista y alegorizan el espacio, el tiempo, la poesía y la prosa. También ilustran el lema: "Las noticias son una burbuja inmortal (vagabunda pero que sobrevive a quienes las hacen) y la prensa perdura en su interior".

## Historia
The Times ocupó las instalaciones hasta su desaparición en 1976, después de lo cual el edificio pasó a ser propiedad del gobierno y se utilizó como anexo del edificio municipal adyacente. Fue el telón de fondo de los discursos de cuatro presidentes, Truman, Eisenhower, Johnson, y una multitud de 100 000 personas para el discurso final de la campaña electoral de John F. Kennedy.
El edificio había estado en desuso durante más de una década y fue objeto de varias propuestas de remodelación, incluso como una expansión del Wadsworth Atheneum y como hogar para Thomas Hooker Brewing Company. En 2017, el sitio fue reconstruido y ampliado para proporcionar un nuevo hogar para un campus en el centro de la Universidad de Connecticut diseñado por Robert A. M. Stern Architects.